# КД Атлетико Хуниор
Клуб Депортиво Популар Хуниор, по-известен само като Хунииор или Атлетико Хуниор (на испански: Club Deportivo Popular Junior, Junior, Atlético Junior) е футболен клуб от Баранкиля, департамент Атлантико, Колумбия.
Основан е на 7 август 1924 г. „Хуниор“ е сред най-успешните отбори в страната със своите 9 шампионски титли.

## История
В началото на 20-те години на 20 век в квартала Сан Роке група италиански имигранти създават отбор, наречен „Ювентус“, а по-късно името е променено на „Хувентуд“. През август 1924 г. част от по-младите членове, заедно с други сподвижници, сформират нов отбор, наречен „Хувентуд Инфантил“.
От 1926 г. тимът се състезава в аматьорското първенство на департамент Атлантико - първоначално в трета, между 1927 и 1929 г. – във втора и след това в първа дивизия. С изкачването си в първа дивизия, отборът започва да се нарича „Хувентуд Хуниор“. През 1932 г. печели шампионската титла, а през 1936 г. името е променено за пореден път и „Хувентуд“ отпада от него. В периода 1942 - 1947 г. „Хуниор“ е считан за най-добрия в Колумбия.
През 1945 г. отборът се състезава като националнен отбор на Колумбия в Първенството на Южна Америка (първо участие за страната в турнира) и завършва на 5то място с победа, равенство и 4 загуби.
През 1948 г. тимът, този път под името „Атлетико Хуниор“, е сред основателите на професионалното първенство на Колумбия и завършва на второ място в неговото първо издание. Година по-късно отборът отново е избран да представлява Колумбия в първенството на Южна Америка, като този път остава на последното място след 2 равенства и 5 загуби. Участието на „Хуниор“ води до изваждането му от първенството, защото то е администрирано от Димайор – организация, която се намира във вражда с Адефутбол – федерацията, администрираща досегашните аматьорски първенства на страната, както и участието в първенството на Южна Америка.
Двугодишното наказание е намалено на година и през 1950 г. „Хуниор“ отново е в първенството, което по това време изживява златния си период. Въпреки че се подсилва с играчи от Бразилия, Аржентина, Унгария и Чехословакия, отборът не успява да бъде реална конкуренция и в следващите 4 години най-предното му класиране е 6то място. През 1953 г. „Хуниор“ изпада във финансова криза и е принуден да напусне първенството и да участва в аматьорски първенства.
Завръща се в професионалния футбол през 1966 г. и оттогава не е напускал елитната дивизия. Първата шампионска титла от професионалната ера идва през 1977 г. под ръководството на играещия треньор Хуан Рамон Верон - баща на Хуан Себастиан Верон. Впоследствие „Хуниор“ успява да се наложи сред най-успешните отбори в първенството през 21 век, а със своите общо 7 титли е на 5то място в страната по този показател.

## Известни бивши играчи
- Айдер Паласио
- Алексис Мендоса
- Бела Шароши
- Бернардо Редин
- Вилиам Мартинес
- Дулио Миранда
- Гаринча
- Джовани Ернандес
- Едгардо Бауса
- Елено де Фрейташ
- Иван Рене Валенсиано
- Карлос Бабингтон
- Карлос Бака
- Карлос Валдерама
- Луис Муриел
- Нелсон Тапия
- Омар Себастиан Перес
- Рене Игита
- Теофило Гутиерес
- Ференц Ниерс
- Хорхе Боланьо
- Хуан Рамон Верон
- Хулио Сесар Урибе
- Хенри Рохас

## Успехи
Национални
- Категория Примера А:
  - Шампион (9): 1977, 1980, 1993, 1995, 2004 Ф, 2010 А, 2011 Ф, 2018 Ф, 2019 А
  - Вицешампион (7): 1948, 1970, 1983, 2000, 2003 А, 2009 А, 2014 А
  - Трето място (3): 1972, 1991, 1999
- Купа на Колумбия:
  - Полуфинал (3): 1989, 2009, 2011
- Суперлига Коломбиана:
  - Финалист (1): 2012
- Лига де Футбол дел Атлантико, първа дивизия:
  - Шампион (1): 1932
- Лига де Футбол дел Атлантико, втора дивизия:
  - Шампион (1): 1927
- Лига де Футбол дел Атлантико, трета дивизия:
  - Шампион (1): 1926

Международни
- Копа Либертадорес:
  - Полуфинал (1): 1994
- Копа Судамерикана:
  - Четвъртфинал (1): 2004
- Копа КОНМЕБОЛ:
  - Четвъртфинал (1): 1992

## Рекорди
- Най-голяма победа: 8:1 срещу Атлетико Букараманга, 22 юни 1983 г.
- Най-голяма загуба: 7:2 срещу Онсе Калдас, 23 ноември 1980 г.
- Най-много мачове във всички турнири: Айдер Паласио – 472
- Най-много голове във всички турнири: Иван Рене Валенсиано – 158
- Най-много поредни мачове без загуба: 18 – 1980 г.
- Най-много поредни мачове без загуба като домакин: 48 – от 27 ноември 1975 до 31 октомври 1977 г. (национален рекорд)

### Футболисти с най-много мачове за първенство
| Място | Име             | Мачове |
| ----- | --------------- | ------ |
| 1     | Дулио Миранда   | 445    |
| 2     | Айдер Паласио   | 432    |
| 3     | Алексис Мендоса | 417    |
| 4     | Хосе Мария Пасо | 388    |
| 5     | Габриел Бердуго | 379    |

### Футболисти с най-много голове във всички турнири
| Място | Име                  | Голове |
| ----- | -------------------- | ------ |
| 1     | Иван Рене Валенсиано | 158    |
| 2     | Виктор Ефанор        | 86     |
| 3     | Нелсон Силва Пачеко  | 81     |
| 4     | Виктор Данило Пачеко | 78     |
| 5     | Карлос Бака          | 73     |